# James, Talbot & Davison
James, Talbot & Davison Ltd. war ein britisches Unternehmen.

## Unternehmensgeschichte
Die Herren James, E. Talbot und Davison waren früher bei Adams & Company beschäftigt. Sie gründeten in Lowestoft ihr gemeinsames Unternehmen und begannen mit der Entwicklung eines Automobils. 1914 war der Prototyp fertig. Im November 1919 wurde ein Fahrzeug auf der Olympia Show präsentiert. Die Serienfertigung lief von 1919 bis 1920. Der Markenname lautete Zephyr. Insgesamt entstanden vier oder fünf Exemplare. Das Unternehmen existierte im Bereich Fischfang noch nach dem Zweiten Weltkrieg.

## Fahrzeuge
Das einzige Modell war der 11,9 HP. Ein Vierzylindermotor mit OHV-Ventilsteuerung und 1945 cm³ Hubraum war vorne im Fahrzeug montiert und trieb über eine Kardanwelle die Hinterachse an. Das Getriebe hatte vier Gänge. Zur Wahl standen zwei- und viersitzige Karosserien. Der Preis betrug 550 Pfund.